# Dermatite
Dermatite, também denominada eczema, é um grupo de doenças que causa inflamação da pele. Estas doenças são caracterizadas por prurido e vermelhidão da pele. Nos casos de curta duração podem ocorrer pequenas bolhas, enquanto nos casos de longa duração a pele se pode tornar mais espessa. A área de pele afetada pode variar entre muito pequena e o corpo inteiro.
Entre o grupo de doenças estão a dermatite atópica, dermatite de contacto alérgica, dermatite de contacto irritativa e dermatite de estase. A causa precisa da dermatite é muitas vezes pouco clara. Acredita-se que a doença envolva uma combinação de irritação, alergia e estase das veias. O tipo de dermatite é geralmente determinado com base nos antecedentes clínicos e na localização do eritema. A dermatite de contacto alérgica pode ocorrer devido a uma breve exposição a substâncias a que a pessoa é alérgica.
O tratamento de dermatite atópica é feito geralmente com cremes hidratantes e pomadas de esteroides. As pomadas de esteroides são geralmente de intensidade média a elevada e recomenda-se que sejam usadas durante menos de duas semanas de cada vez, já que podem ocorrer efeitos adversos. Nos casos em que se verifique infeção da pele, podem ser recomendados antibióticos. O tratamento da dermatite de contacto consiste geralmente em evitar a exposição ao alergénio ou substância irritante. Os anti-histamínicos podem ser usados para induzir o sono e evitar o prurido durante a noite.
Estima-se que em 2013 a dermatite tenha afetado 334 milhões de pessoas em todo o mundo. A dermatite atópica é o tipo de dermatite mais comum e tem geralmente início durante a infância. A dermatite de contacto é duas vezes mais comum em mulheres do que em homens. A dermatite de contacto alérgica afeta cerca de 7% das pessoas em algum momento da vida. A dermatite de contacto irritante é comum, sobretudo no contexto de determinadas profissões, embora os números exatos sejam incertos.

## Classificação

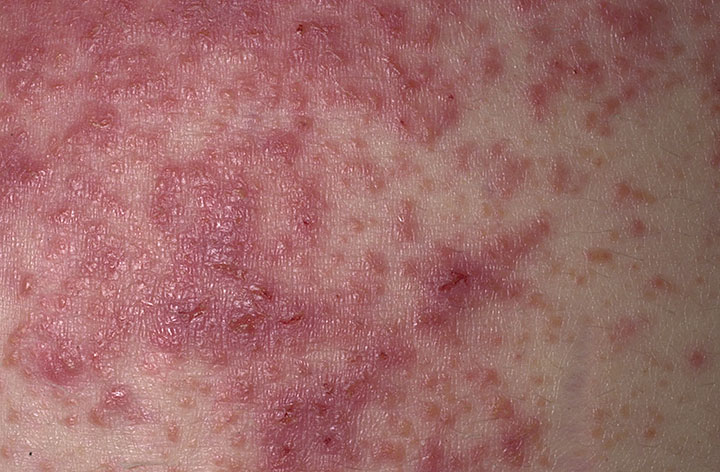
Dermatite herpetiforme não é causada pelo vírus da Herpes, apenas é semelhante a ela, na verdade é causada pela má absorção do glúten.

Os eczemas e dermatites são abordados pelo Dicionário Internacional de Doenças como sinônimos, e estão no L20 ao L30:
L20 - Dermatite atópica
L20.0 Prurigo de Besnier
L21 - Dermatite seborreica
L22 - Dermatite das Fraldas
L23 - Dermatites Alérgicas de Contato
L24 - Dermatite de contato por irritantes
L25 - Dermatite de contato Não Especificada
L26 - Dermatite Esfoliativa (Pitiríase rubra)
L27 - Dermatite Devida a Substâncias de Uso Interno
L28 - Líquen Simples Crônico e Prurigo
L29 - Prurido
L30 - Outras Dermatites

Dermatite seborreica pode ser causada por excesso de vitamina A ou falta de B2 ou B6 ou por fungos. Mais frequente em pessoas com imunidade baixa, e é seriamente agravada por fatores psicológicos.

Existem também dermatites classificadas em outras partes do CID:
- Varizes com inflamação (I83.1-I83.2)
- Dermatite factícia (L98.1)
- Gangrena (L88)
- Herpetiforme (doença de Duhring-Brocq) (L13.0)
- Dermatite por pele seca (Xerose cutânea) (L85.3)
- Dermatite perioral (L71.0)
- Doença granulomatosa crónica (da infância) (D71)
- Transtornos da pele e do tecido subcutâneo relacionados com a radiação (L55-L59)

## Sinais e sintomas
Os principais sintomas são:
- Manchas avermelhadas (eritema)
- Inchaço (edema)
- Secreção na pele
- Pele ressequida
- Formação de crosta
- Prejuízo na qualidade do sono

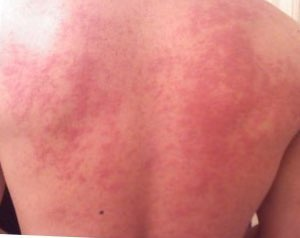
Um episódio isolado geralmente ocorre por alergia, enquanto casos crônicos podem ocorrer por fungos, bactérias, vírus ou problemas imunológicos

Os outros sintomas vão depender da origem do eczema. Manchas também causam prejuízo significativo na socialização, um problema sério para crianças com dermatites frequentes que são estigmatizadas e excluídas do convívio social.

## Causa
A principal causa é a hipersensibilidade, nesse caso sendo chamada de dermatite atópica, que possui fatores hereditários mas só são ativados por um estímulo que desencadeie a alergia (como leite, camarão ou pólen). Podendo ser originada por fatores de ordem interna ou externa, variando de acordo com a resposta imune de cada organismo, ao ambiente em questão.
Pessoas vulneráveis a dermatites frequentemente possuem um defeito na filagrina, uma proteína estrutural da pele, fundamental para a manutenção de uma função barreira normal.
Fatores psicológicos como estresse excessivo ou situações traumáticas podem desencadear uma dermatite por somatização. Outras possíveis causas incluem fatores hormonais (como a menstruação), a troca do leite materno pelo industrial (uma das principais causas em bebês), pode ser desencadeado por certas vacinas (geralmente na infância e sem graves consequências) e pode ocorrer por atrito com certos materiais (fibras sintéticas). Pacientes acamados há muito tempo geralmente desenvolvem eczema por não mudarem muito de posição, mantendo as mesmas partes do corpo em contato constante com o tecido.

## Diagnóstico
O diagnóstico é essencialmente clínico e consiste na localização das lesões e dos sintomas levando em conta a idade do doente, o carácter crônico ou agudo da doença e o histórico pessoal ou familiar de alergias. A biópsia cutânea pode ser útil no diagnóstico diferencial mas raramente é necessária.

## Tratamento

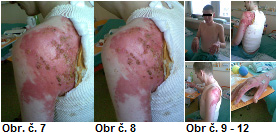
Exemplos de manchas na pele causadas por psicossomatização.

Uso de cremes com corticoide, como hidrocortisona, é recomendado para o tratamento de episódios agudos e hidratação da pele mas não para episódios crônicos pelo risco de repercussões graves quando o tratamento é interrompido subitamente. Uma alternativa são os inibidores da calcineurina como pimecrolimus e tacrolimus.
Deve-se, também, evitar coçar a pele para prevenir agravamento da infecção. A melhor opção é procurar um bom dermatologista que indique que quais remédios você deve usar. Paciência, acompanhamento médico e cuidado são muito importantes.
As infecções bacterianas, geralmente por Staphylococcus aureus, devem ser tratadas com antibioterapia sistêmica, como cefalosporinas
de 1.a geração ou as penicilinas. A limpeza deve ser feita gentilmente, o banho deve ser rápido e morno e em seguida aplicar um emoliente (creme hidratante) com alta oleosidade.
Anti-histamínicos sedativos podem ser usados para controlar o prurido e coceira, e assim permitir um sono mais revigorante.
Quando as causas envolverem fatores psicológicos como ansiedade, compulsões, transtornos de humor, transtornos somatoformes ou traumas psicológicos é necessário acompanhamento psicológico de longo prazo.
Não há evidência que óleo de peixe, óleo de borragem ou outros, bem como suplementos vitamínicos ou minerais tenham qualquer eficácia terapêutica na dermatite alérgica. Alguns dermatologistas também podem recomendar fototerapia e ciclosporina ou outros imunossupressores dependendo do caso.
Um alergologista pode fazer testes com diversas substâncias para descobrir as causas de crises alérgicas frequentes.

## Epidemiologia

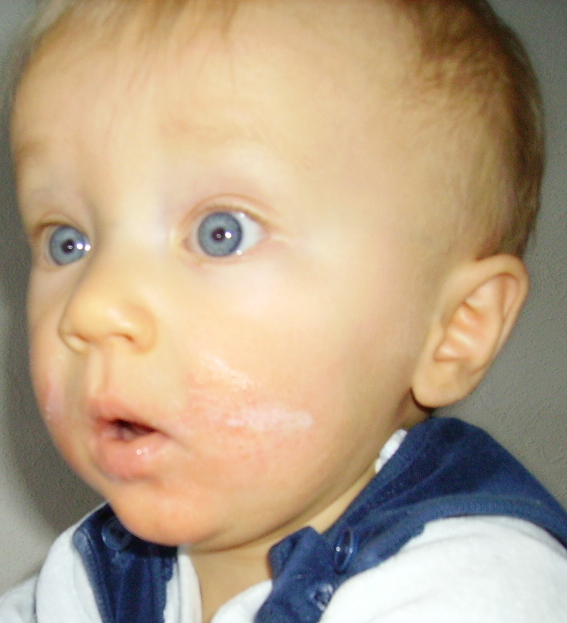
A dermatite mais comum é a atópica. Em bebês aparece geralmente na face, joelhos ou mãos.

É bastante comum na infância e adolescência, afetando cerca de um em cada nove jovens (11%-15%), mas provavelmente muitos casos não são diagnosticados. Também é frequente em profissionais de saúdes, pessoas responsáveis pela limpeza e lactantes. Atinge cerca de 5-10% dos adultos.
Em alguns países, como a Inglaterra, 15-20% das crianças já foram diagnosticadas com eczema em algum momento e o índice para adultos é semelhante ao nosso (5-10%). Enfermeiras desenvolvem dermatites pelo menos uma vez em 85% dos casos, sendo mais comum nas que lavam as mãos frequentemente com álcool gel ou sabão bactericida, pois seu uso regular danifica a pele. Entre profissionais de saúde a média varia entre 10 e 45%, sendo considerado uma séria doença ocupacional.